# لاس روزاس فالديارويو
بلدية لاس روزاس فالديارويو (بالإسبانية: Las Rozas de Valdearroyo)‏، هي إحدى بلديات منطقة كانتابريا, المصنفة على أنها مقاطعة أيضاً، في شمال إسبانيا.
يبلغ عدد سكانها 317 نسمة وفقاً لإحصائية سنة (2002).